# Luc-Willy Deheuvels
Pour les articles homonymes, voir Deheuvels.
Luc-Willy Deheuvels, agrégé d'arabe[Quand ?], est professeur des universités à l'Institut national des langues et civilisations orientales (Inalco), directeur du Centre d’études et de recherches Moyen-Orient Méditerranée (CERMOM) - une unité de recherche de l'Inalco, et président du jury d’agrégation d’arabe.

### Traductions
- La quarantième pièce, Jabrâ Ibrâhîm Jabrâ (trad. Luc-Willy Deheuvels), coll. Langues et Mondes / INALCO, L'Asiathèque, Paris, 1997, Bilingue arabe français  (ISBN 2-911053-23-0)